# Ostrožno Brdo
Ostrožno Brdo este o localitate din comuna Ilirska Bistrica, Slovenia, cu o populație de 104 locuitori.